# Mohammed Lakhdar-Hamina
Pour les articles homonymes, voir Lakhdar.
Mohammed Lakhdar-Hamina, né le 26 février 1934 à M'Sila (Algérie) et mort le 23 mai 2025 à Alger (Algérie), est un acteur, réalisateur, producteur et scénariste algérien. Il remporte la Palme d'or en 1975 pour son film Chronique des années de braise. 
Il est  le premier réalisateur maghrébin et africain à remporter ce prix. Il est l'une des figures les plus importantes du cinéma arabe contemporain.

## Biographie
Mohammed Lakhdar-Hamina suit ses études en France, il entre à l’école d’agriculture avant de partir étudier à Antibes, en 1952, où il rencontre sa future épouse. 
il rejoint en 1958 le gouvernement provisoire de la République algérienne (GPRA) à Tunis pendant la guerre d'Algérie. Il effectue un stage aux actualités tunisiennes avant d'être envoyé à l'Académie du cinéma de Prague (FAMU) où il se spécialise dans la prise de vue. 
Pendant la guerre d'Algérie, son père est enlevé, torturé, et tué par l'armée coloniale d'alors. Appelé en 1958, il rejoint la résistance algérienne en Tunisie. C'est à Tunis qu'il apprend le cinéma en faisant des stages aux actualités tunisiennes avant de se lancer dans de premiers courts-métrages.
À l'indépendance, il crée l'Office des actualités algériennes (OAA), qu'il dirige de 1963 à sa dissolution en 1974. En 1981, il prend la direction de l'Office national pour le commerce et l'industrie cinématographique (ONCIC) qu'il quitte en 1984.
Après avoir obtenu à Cannes le prix de la première œuvre en 1967 pour Le Vent des Aurès, il remporte la Palme d'or en 1975 pour son œuvre la plus célèbre, Chronique des années de braise. Il est le réalisateur de quatre autres longs métrages, Hassan Terro, Décembre, Vent de sable et La Dernière Image.
Durant sa carrière, il produit et coproduit plus de trente films, tels que Z de Costa-Gavras ou encore Le Bal d'Ettore Scola.
Il meurt âgé de 91 ans le 23 mai 2025 à Alger et est inhumé au cimetière de Sidi Yahia à Alger.
Le festival de Cannes 2025 dévoile son palmarès le 24 mai, un jour après son décès. Son film Chronique des années de braise a été projeté durant le festival dans une version restaurée dans la section Cannes Classics.

## Filmographie

### Réalisateur
- 1964 : Mais un jour de novembre (documentaire)
- 1966 : Le Vent des Aurès (Rih al awras)
- 1968 : Hassan Terro (Hasan Tiru)
- 1973 : Décembre (Dicember)
- 1975 : Chronique des années de braise (Waqai sanawat al-djamr)
- 1982 : Vent de sable
- 1986 : La Dernière Image (Es sûra el akhira)
- 2014 : Crépuscule des ombres

### Acteur
- 1975 : Chronique des années de braise
- 2019 : J'accuse de Roman Polanski
- 2014 : Crépuscule des ombres

### Scénariste
- 1966 : Le Vent des Aurès
- 1974 : L'Évasion de Hassan Terro (Houroub Hassan Terro) de Mustapha Badie
- 1975 : Chronique des années de braise

## Distinctions

### Récompenses
- Festival de Cannes 1967 : Prix de la première œuvre pour Le Vent des Aurès
- Festival de Cannes 1975 : Palme d'or pour Chronique des années de braise

### Sélections
- Festival de Cannes 1982 : sélection officielle en compétition pour Vent de sable
- Festival de Cannes 1986 : sélection officielle en compétition pour La Dernière Image

### Archives de l'INA
- Mohamed Lakhdar-Hamina :
  - Sur Vent de sable
  - Sur Chronique des années de braise